# Vokalizacija
Vokalizacija ili promjena l u o (lat. vocus = glas) glasovna je promjena koja se vrši na kraju sloga i na kraju riječi.

## Primjeri vokalizacije
Vokalizacija se provodi u sljedećim primjerima:
- u glagolskom pridjevu radnom

čitala – čitalo – čitao
- u nominativu i akuzativu jednine imenica muškog i ženskog roda

anđeo – anđela, kotao – kotla, posao – posla
- u pridjevu muškog roda

mio – mila, nagao – nagla, topao – topla
- u genitivu imenica koje završavaju na -lac

mislilac – mislioca, nosilac – nosioca
- ispred sufiksa -ba

seliti – selba – seoba

## Odstupanja od vokalizacije
Vokalizacija se ne provodi u sljedećim primjerima:
- kod umanjenica sa sufiksom -ce

djelo – djelce, ogledalo – ogledalce
- kod imenica i pridjeva u kojima je l na kraju dugoga sloga:

bolnica, stalno, stolnjak, znalci, alka, gol, stol, vol, sol, Milka, Jelka
- u nekim imenicama u kojima je l na kraju kratkoga sloga:

molba, žalba

## Dvostrukosti kod vokalizacije
Postoje dublete u sljedećim primjerima:
- kod nekih imenica sa sufiksom -ce

čelo – čelce i čeoce, selo – selce i seoce
- kod nekih imenica nastalih od izvedenica glagola dijeliti (prefiksalnih izvedenica)

dijel – dio, odjel – odio, predjel – predio, razdjel – razdio
- kod nekih pridjeva na -ski

anđelski – anđeoski, selski – seoski